# گوستاو چهارم آدولف
گوستاو آدولف چهارم (۱ نوامبر ۱۷۷۸ - ۷ فوریه ۱۸۳۷) از سال ۱۷۹۴ تا زمان کناره‌گیری خود در سال ۱۸۰۹ پادشاه سوئد بود. او فرزند گوستاو سوم و همسر ملکهٔ او سوفیا ماگدالنا بود. سوفیا ماگدالنا دختر ارشد فردریک پنجم دانمارک و همسر اول او لوئیس بریتانیا بود. او آخرین حاکم سوئدی فنلاند بود. اشغال فنلاند در سال‌های ۱۸۰۹-۱۸۰۸ توسط الکساندر یکم روسیه به سقوط گوستاو چهارم انجامید. در سال ۱۸۰۹ ارتش سوئد اقدام به شورش کرد و با دستگیری گوستاو، او را در ۲۹ مارس (سالگرد درگذشت پدرش به ضرب گلوله در ۱۷۹۲) مجبور به کناره‌گیری از سلطنت کرد. بعد از وی عمویش کارل سیزدهم به سلطنت رسید. کارل گوستاو چهارم پسرعمه ی کریستیان هفتم دانمارک است.